# Gernot Blümel

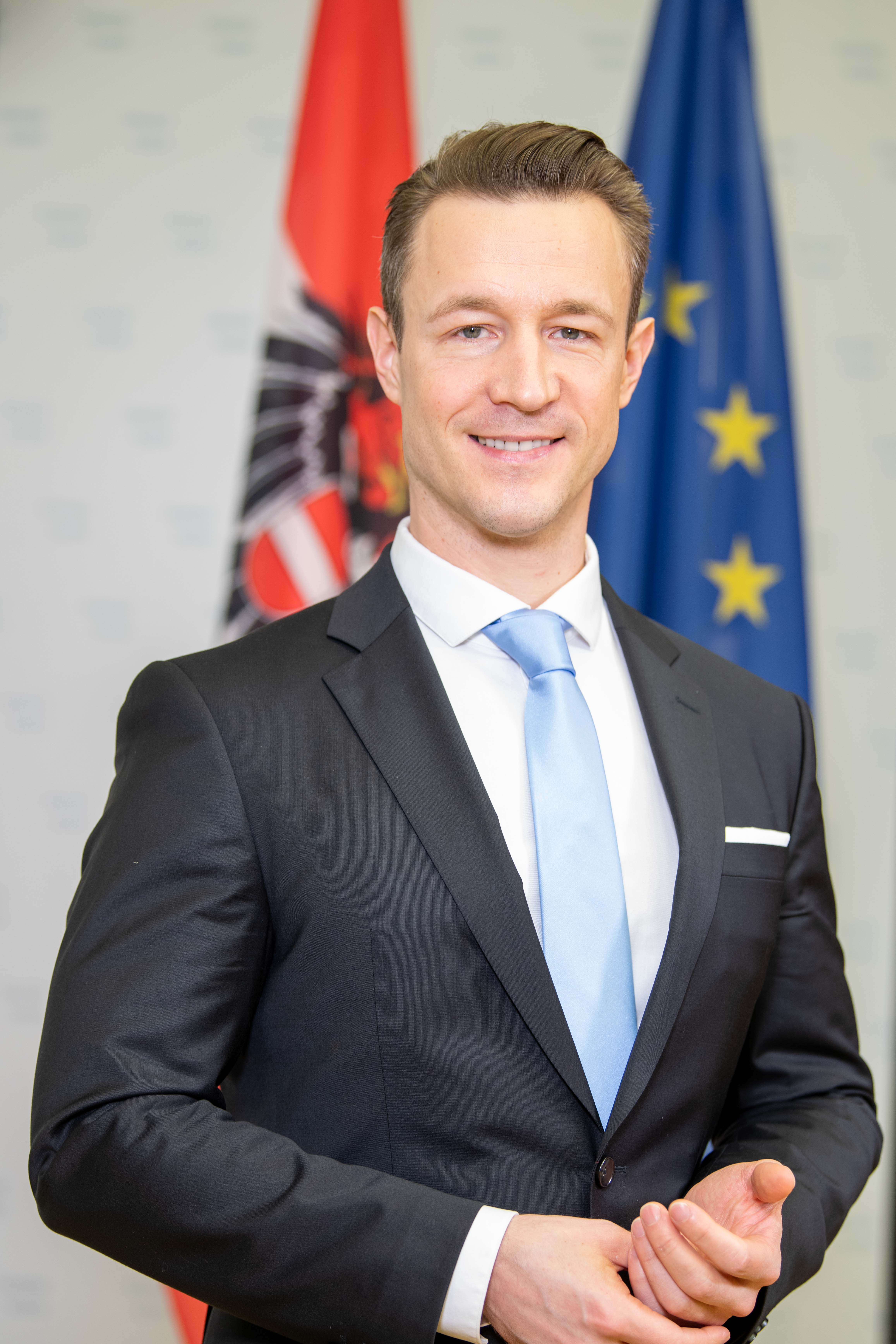
Gernot Blümel (2020)

Gernot Blümel (* 24. Oktober 1981 in Wien) ist ein ehemaliger österreichischer Politiker (ÖVP). Vom 7. Jänner 2020 bis 6. Dezember 2021 war er Bundesminister für Finanzen, anfangs in der Bundesregierung Kurz II, danach in der Bundesregierung Schallenberg. Vom 18. Dezember 2017 bis zum 28. Mai 2019 war er Kanzleramtsminister, im Weiteren war er zuständig für EU, Kunst und Kultur & Medien in der Bundesregierung Kurz I und als solcher im zweiten Halbjahr 2018 Vorsitzender der österreichischen EU-Ratspräsidentschaft. Vom 23. Oktober 2019 bis zum 7. Jänner 2020 war er Abgeordneter zum Nationalrat, von 2015 bis Dezember 2021 war er Landesparteiobmann der ÖVP Wien.
Von 2008 bis 2010 war er Vizepräsident der Jungen Europäischen Volkspartei (YEPP). Von 2013 bis 2015 war er ÖVP-Generalsekretär. Nach dem Rückzug von Sebastian Kurz aus der Politik und der Rücktrittsankündigung von Bundeskanzler Alexander Schallenberg am 2. Dezember 2021 trat auch Gernot Blümel von allen seinen Ämtern als Finanzminister und Wiener ÖVP-Chef zurück.

## Leben
Nach der Volksschule in seiner Heimatgemeinde Moosbrunn in Niederösterreich besuchte Blümel das Gymnasium der Salesianer Don Boscos in Unterwaltersdorf, wo er im Jahr 2000 maturierte. Nach Ableistung des Präsenzdienstes beim österreichischen Bundesheer studierte er Philosophie an der Universität Wien und absolvierte ein Erasmus-Semester an der Université de Bourgogne in Dijon (Frankreich) und schloss das Studium 2009 mit dem akademischen Grad Mag. phil. ab. Anschließend studierte er an der Executive Academy der Wirtschaftsuniversität Wien und schloss mit dem akademischen Grad Master of Business Administration ab.
Seit 2014 ist er mit der Journalistin, Moderatorin und Sprecherin Clivia Treidl (* 1986) liiert. Am 2. März 2020 wurden die beiden Eltern einer Tochter und Ende September 2021 Eltern eines Sohnes.
Er ist Mitglied der katholischen Studentenverbindung KaV Norica Wien.
Seit März 2022 war Gernot Blümel Chief Executive Officer (CEO) der von Christian Baha gegründeten Superfund-Gruppe. Ab Jänner 2023 hat er diese Funktion beendet und ist seither als Geschäftsführer eines zur CompuGroup Medical gehörenden Unternehmens rund um den deutschen IT-Unternehmer Frank Gotthardt tätig.
Am 26. August 2023 heiratete er seine langjährige Freundin Clivia Treidl in seiner Heimatgemeinde Moosbrunn.

## Politische Laufbahn
Blümel begann seine politische Laufbahn in der Jungen Volkspartei (JVP). Als Internationaler Sekretär der JVP ist er seit 2006 im Bundesvorstand der JVP tätig.
Von 2006 bis 2008 war Blümel im Nationalrat tätig, zuerst als parlamentarischer Mitarbeiter und danach im Büro des Zweiten Präsidenten des Nationalrates Michael Spindelegger (ÖVP). Ab dem Jahr 2009 war Blümel im Bundesministerium für europäische und internationale Angelegenheiten Referent im Kabinett des Bundesministers. Außerdem war er von 2008 bis 2010 Vizepräsident der Jungen Europäischen Volkspartei (YEPP). Im Juni 2011 wurde Blümel im Kabinett des Vizekanzlers mit den Aufgabenbereichen „Ministerratskoordinierung und Regierungsarbeit“ betraut.
Bei der Wahl zum Europäischen Parlament am 25. Mai 2014 war Blümel der Wahlkampfmanager der ÖVP.

### Generalsekretär und Mediensprecher der ÖVP
Am 6. Dezember 2013 bestellte der Bundesparteivorstand der ÖVP Blümel zum Generalsekretär. Er folgte in dieser Funktion dem Tiroler Hannes Rauch nach. Nach dem Rücktritt von Michael Spindelegger aus allen Funktionen am 26. September 2014 wurde Blümel vom neuen designierten Parteiobmann Reinhold Mitterlehner in der Sitzung des Bundesparteivorstands als Generalsekretär bestätigt.
Mit „Evolution Volkspartei“ hat Blümel als Generalsekretär einen Prozess zur Weiterentwicklung der ÖVP initiiert, der der ÖVP zufolge auch Nichtmitgliedern die Möglichkeit gab, ihre Ideen und Vorschläge für ein neues Parteiprogramm einzubringen. Beim Parteitag anlässlich des 70. Geburtstags der ÖVP im Frühjahr 2015 wurde ein erneuertes ÖVP-Grundsatzprogramm beschlossen. Im Oktober 2015 wurde er Landesparteiobmann der ÖVP Wien; Peter McDonald wurde sein Nachfolger als Generalsekretär der Bundes-ÖVP.
Blümel war vom 17. Dezember 2013 bis Oktober 2015 auch Mediensprecher der ÖVP im Parlamentsklub. In dieser Funktion hat er am 31. Juli 2014 das Medienpaket „Mehr Programm für Österreich“ präsentiert.
Darin formulierte Blümel unter Berücksichtigung der Unabhängigkeit und Vielfalt der österreichischen Medien und des dualen Rundfunks in Österreich zentrale Forderungen, um mehr mediale Wertschöpfung nach Österreich zurückzuholen und verstärkt österreichische Inhalte zu senden. Außerdem forderte er ein Leistungsschutzrecht zum Schutz journalistischer Inhalte und geistigen Eigentums im Web. Dabei priorisierte er eine europäische Lösung gegenüber einer nationalen.

### Landesparteiobmann in Wien
Blümel wurde am 12. Oktober 2015 zum Nachfolger des nach starken Verlusten bei der Landtags- und Gemeinderatswahl am Wahlabend zurückgetretenen Manfred Juraczka als Landesparteiobmann der Wiener ÖVP bestellt.
In der Landesregierung und im Stadtsenat Häupl VI war er ab November 2015 nicht amtsführender Stadtrat, am 25. Jänner 2018 folgte ihm Markus Wölbitsch in dieser Funktion nach.
Neben Sebastian Kurz, Elisabeth Köstinger, Stefan Steiner und Bettina Glatz-Kremsner gehörte er der Steuerungsgruppe der ÖVP im Zuge der Regierungsbildung nach der Nationalratswahl 2017 an.
Am 29. Februar 2020 wurde er beim 36. ordentlichen Landesparteitag mit 96,8 Prozent als Landesparteiobmann wiedergewählt. Laut Angaben der ÖVP waren 45 Prozent der anwesenden Frauen und 25 Prozent unter 30 Jahre alt gewesen. Als Ehrengast wurde Gery Keszler, Organisator des Wiener Life-Balls, empfangen.
Bei der Nationalratswahl 2019 trat Gernot Blümel als Spitzenkandidat der Wiener ÖVP an. Mit einem Ergebnis von 7343 Vorzugsstimmen konnte er fast die doppelte Anzahl der Vorzugsstimmen von Pamela Rendi-Wagner erreichen, die auch wienweit als Spitzenkandidatin aufgetreten war.
Bei der Landtags- und Gemeinderatswahl in Wien 2020 kandidierte Blümel erstmals als Spitzenkandidat der Neuen Volkspartei und konnte mit einem Rekordplus von 11,19 Prozentpunkten und einem Ergebnis von 20,43 Prozent den zweiten Platz erreichen. Damit konnte die ÖVP Wien das beste Ergebnis seit 33 Jahren erringen. Mit 11.336 Vorzugsstimmen erreichte er auch hier den zweiten Platz hinter Bürgermeister Ludwig. Dieses Ergebnis reichte zumindest für Sondierungsgespräche mit der SPÖ, bei denen jedoch einige Differenzen festgestellt wurden.
Mit seinem Rückzug aus der Politik am 2. Dezember 2021 und seinem Rücktritt als Finanzminister legte Blümel auch sein Amt als Landesparteiobmann der ÖVP Wien zurück. Karl Mahrer folgte ihm als geschäftsführender Landesparteiobmann nach.

### Bundesminister der Regierung Kurz I
Am 18. Dezember 2017 wurde Blümel von Bundespräsident Alexander Van der Bellen zunächst zum Bundesminister für Kunst, Kultur, Verfassung und Medien angelobt. Nach den Änderungen der Zuständigkeiten in einigen Ministerien durch die neue Regierung Kurz I wurde er am 8. Jänner 2018 als Bundesminister im Bundeskanzleramt für EU, Kunst, Kultur und Medien angelobt. Dieses Amt hatte er anschließend auch in der Einstweiligen Bundesregierung Löger inne. Seine Amtszeit als Kanzleramtsminister endete am 3. Juni 2019.

### Bundesminister der Regierung Kurz II
Am 7. Jänner 2020 wurde Gernot Blümel als Bundesminister für Finanzen der Republik Österreich in der Bundesregierung Kurz II von Bundespräsident Alexander Van der Bellen angelobt. Sein Nationalratsmandat übernahm Romana Deckenbacher.
In seiner Funktion als Finanzminister während der COVID-19-Pandemie hatte er vor allem mit deren wirtschaftlichen Folgen zu tun und zeichnete für das zweitgrößte Hilfspaket Europas verantwortlich, insgesamt handelt es sich laut IWF um mehr als 42 Milliarden Euro. Im November 2020 konnte er nach einem langwierigen Streit mit der EU-Kommission zu den EU-Beihilferegeln eine Anhebung der Deckelung beim Fixkostenzuschuss von 800.000 Euro auf 3 Millionen Euro durchsetzen.
Auf EU-Ebene setzt sich Gernot Blümel für den raschen Abbau der Schulden nach der COVID-19-Pandemie sowie eine Rückkehr zu den europäischen Regeln des Stabilitäts- und Wachstumspakts ein. Zu diesem Zweck formte er die „Allianz der Verantwortung“ unter den Mitgliedsstaaten der EU.
Blümel macht sich für eine internationale Lösung einer globalen Digitalsteuer auf OECD-Ebene stark. Dabei betonte er, dass es mehr Steuergerechtigkeit zwischen digitaler und realer Wirtschaft geben müsse.

### Bundesminister der Regierung Schallenberg
Nach dem Rücktritt von Sebastian Kurz als Bundeskanzler wurde Alexander Schallenberg am 11. Oktober 2021 angelobt. Der Diplomat Michael Linhart wurde neuer Außenminister. Die übrigen Regierungsmitglieder der Bundesregierung Kurz II und damit Finanzminister Gernot Blümel blieben in ihren Ämtern.

#### Ökosoziale Steuerreform
Schon unter der Bundesregierung Kurz II war Blümel gemeinsam mit Umweltministerin Leonore Gewessler (Die Grünen) federführend bei der Leitung einer Taskforce zur Umsetzung der „ökologischen Steuerreform“. Als Ziel dieser Reform wurden unter anderem steuerliche Anreize für umweltfreundliches Handeln genannt.
Am 3. Oktober 2021 wurde die ökosoziale Steuerreform als „die größte Steuerentlastung der Zweiten Republik“ im Kanzleramt präsentiert. Die ökosoziale Steuerreform, die auf dem Konzept der ökosozialen Marktwirtschaft aufbaue, beruht laut Blümel auf vier Eckpunkten: Zum einen sollen arbeitende Menschen mit insgesamt sechs Milliarden Euro entlastet werden, um „mehr zum Leben zu haben“. Um dies zu erreichen, werde unter anderem die Einkommenssteuer gesenkt und der Familienbonus erhöht. Der zweite Punkt belohne umweltfreundliches Verhalten. So wird etwa eine CO2-Bepreisung von 30 Euro pro Tonne, eine regionale Bepreisung von Lebensmitteln, ein Klimabonus, um die Menschen zum Umstieg auf den öffentlichen Verkehr zu motivieren, und eine „Sauber-Heizen-Offensive“ eingeführt. Der dritte Punkt beruhe auf einer Stärkung des Wirtschaftsstandortes Österreich. Dafür werden etwa die Körperschaftssteuer um insgesamt zwei Prozent gesenkt und der Gewinnfreibetrag von 13 auf 15 Prozent angehoben. Der vierte Punkt sei die Senkung der Staatsschuldenquote. Blümel geht davon aus, dass die Schuldenquote trotz der in mehreren Etappen geplanten Steuerreform von 83,2 Prozent im Jahr 2021 auf 82,8 im Jahr 2022 und dann weiter auf 72,5 Prozent im Jahr 2025 sinke.
Die ökosoziale Steuerreform ist schrittweise ab 1. Jänner 2022 in Kraft getreten und soll bis zum Jahr 2025 für eine Steuerentlastung von 18 Milliarden Euro sorgen.
Kritik an der Steuerreform kamen von Opposition und Klimaschützern. Greenpeace etwa bezeichnete die Reform als Armutszeugnis, da es Österreich nicht gelinge, ein klimafreundlicheres Modell als Deutschland vorzulegen.

#### Rücktritt
Nachdem am 2. Dezember 2021 schon Sebastian Kurz seinen vollständigen Rückzug aus der Politik angekündigt und Alexander Schallenberg am selben Tag sein Amt als Bundeskanzler zur Verfügung gestellt hatte, verkündete auch Gernot Blümel in einer sechsminütigen Videoaufzeichnung auf Facebook, sich aus familiären Gründen aus der Politik zurückziehen zu wollen. Morddrohungen gegen seine Familie wegen seiner politischen Tätigkeit hätten einen Nachdenkprozess eingeleitet, die Geburt seines zweiten Kindes hätten diesen noch beschleunigt, teilte Blümel mit. Den Anstoß für seinen „endgültigen Beschluss“ habe der Rücktritt von Sebastian Kurz, seinem langjährigen Weggefährten, gegeben.
Im Zuge der Regierungsumbildung im Dezember 2021 wurde bekannt, dass Magnus Brunner, bisher Staatssekretär im Klimaschutzministerium, Finanzminister werden soll.

## Politische Positionen
Gernot Blümel ist fest in der ideologischen Tradition der ÖVP verankert. Er hat sich im Rahmen seiner Diplomarbeit akademisch mit der christlichen Soziallehre auseinandergesetzt und wird in der medialen Berichterstattung oft mit „Law-and-Order“-Politik in Verbindung gebracht. Blümel selbst teilt diese Zuschreibung nicht, laut eigenen Angaben gehe es ihm um „so viel Freiheit wie möglich und so viel Ordnung wie nötig“.
Die Wiener ÖVP, der er ab 2016 als Landesparteiobmann vorstand, positionierte er auch inhaltlich neu. Er verordnete der Partei schon in seiner Zeit als nicht-amtsführender Wiener Stadtrat einen harten Oppositionskurs zur damaligen rot-grünen Stadtregierung. Seine Kernthemen innerhalb Wiens waren Stadtfinanzen, Integration, Wirtschaft und Bildung.

## Kontroversen

### Migrations- und Integrationsthemen
Blümel stand bereits in der Vergangenheit immer wieder wegen seines Umgangs mit Migrations- und Integrationsthemen in der Kritik. In einem Video auf seiner Facebookseite meinte er, das Kopftuch könne „ein Zeichen der Unterdrückung sein“ und forderte gemeinsam mit der ÖVP ein Kopftuchverbot für Lehrerinnen und für Schülerinnen bis 14 Jahre. Er warnte in Aussendungen davor, dass Wien zum Zentrum des politischen Islams würde und verortete „große integrationspolitische Herausforderungen in Österreich – vor allem in der Bundeshauptstadt“.
Weiters sorgte er als Finanzminister für die Kontrolle von Verstößen bei türkisch-islamischen Verbänden. Gerade diese finanzpolizeilichen Kontrollen lösten eine breite Debatte aus, 211 Vereine und Verbände wurden kontrolliert, über 40 % davon drohte aufgrund der entdeckten Vergehen die Aberkennung des Gemeinnützigkeitsstatus.

### Streit mit Olaf Scholz
Bereits zwei Wochen nach seinem Amtsantritt kritisierte Blümel den deutschen Finanzminister Olaf Scholz (SPD) scharf für dessen mit Frankreich eingebrachten Vorschlag zur europäischen Finanztransaktionssteuer. Blümel nannte den Vorschlag eine „Bestrafung für Realwirtschaft und Kleinanleger und indirekte Belohnung der Spekulanten“ und drohte, aus den Verhandlungen über eine Abgabe auf Finanzgeschäfte auszusteigen. Scholz zog seinen Entwurf daraufhin zur Überarbeitung zurück.
Im September 2020 erneuerte Scholz seinen Wunsch nach einer Finanztransaktionssteuer, da sie der EU ermögliche, die wegen der Corona-Krise gemachten Schulden aus eigenen Einnahmen zu tilgen. Blümel sieht den Vorschlag, der „de facto nur das Investieren in Unternehmen teurer macht“, weiter nicht als den richtigen Weg. Mehrfach wurde er während der Debatte kritisiert, den Vorschlag allein wegen Scholz’ Zugehörigkeit zum „politischen Gegner“ torpedieren zu wollen.

### Sparpolitik
Als Finanzminister wurde Blümel auf europäischer Ebene oftmals für seine Sparpolitik kritisiert. Er gilt als eine Schlüsselfigur der „Frugalen Vier“, denen neben Österreich auch Schweden, Dänemark und die Niederlande angehören. Blümel widersetzte sich in der Vergangenheit gemeinsam mit anderen Netto-Zahler-Ländern Budgeterhöhungen und Mehrausgaben auf europäischer Ebene und warnt immer wieder vor einer Überschuldung Europas.
Erst im Juli 2021 positionierte er sich beim Rat der EU-Finanzminister erneut gegen eine „Schuldenunion“ und plädierte für eine Rückkehr zu einer sparsamen Fiskalpolitik. Damit macht er sich auf EU-Ebene nicht nur Freunde. Vor allem Frankreich und Italien gingen hart mit Blümels Sparkurs auf EU-Ebene ins Gericht, nannten ihn „verantwortungslos“ und warnten vor „mangelnder Tatkraft“.

### Ermittlungen um Casinos-Affäre und Verdacht der Korruption und Bestechlichkeit eingestellt
Im Zuge der Casinos-Affäre geht die Wirtschafts- und Korruptionsstaatsanwaltschaft dem Verdacht nach, dass der ehemalige Vorstandsvorsitzende des Glückspielkonzerns Novomatic Harald Neumann sich im Jahr 2017 wegen hoher Steuernachzahlungen in Italien an Blümel wandte, damit die österreichische Regierung in Italien interveniert und im Gegenzug illegale Spenden an die ÖVP oder ihr nahestehende Vereine angeboten haben könnte. Deshalb kam es am 11. Februar 2021 in der Wohnung von Blümel zu einer Hausdurchsuchung. Nach Angaben der Ermittlungsbehörden besteht gegen Blümel der Verdacht der Korruption und Bestechlichkeit. Blümel und Neumann bestritten die Vorwürfe. Im Zuge der Affäre kam es am 16. Februar 2021 zu einem gescheiterten Misstrauensantrag der Opposition.
Am 25. Februar wurden im Zuge der Ermittlungen gegen den ÖVP-Finanzminister Gernot Blümel wegen Korruptionsverdachts von der Wirtschafts- und Korruptionsstaatsanwaltschaft (WKStA) E-Mails im Finanzministerium sichergestellt. Es wurde die Sicherstellung aller E-Mails im Zusammenhang mit Novomatic und drohenden italienischen Steuerschulden in Höhe Dutzender Millionen Euro angeordnet. Gernot Blümel bestätigte gegenüber der APA, dass er als Beschuldigter in den Ermittlungen zu Casinos Austria und Novomatic geführt werde. Im September 2023 teilte die WKStA mit, das Verfahren sei eingestellt worden; „Eine konkrete Zuwendung des Glücksspielunternehmens an die Partei war für die Staatsanwaltschaft jedoch nicht nachweisbar. Gleichzeitig sei auf Basis der Ergebnisse des Ermittlungsverfahrens nicht mit der für das Strafverfahren erforderlichen Sicherheit nachweisbar, ob Blümel Kurz über das Terminersuchen sowie eine etwaige Spende informierte und ob bei einem etwaigen Termin zwischen dem Verantwortlichen des Glücksspielunternehmens und dem damaligen Außenminister überhaupt ein strafbares Spendenangebot samt Verknüpfung mit einem konkreten Amtsgeschäft stattgefunden hat.“
Während seiner Befragung im Ibiza-Untersuchungsausschuss sagte er, er „glaube“, als Minister gar keinen Laptop gehabt zu haben, und berief sich für den Zeitraum, zu dem er befragt wurde, mehr als 80 Mal darauf, sich nicht erinnern zu können. Bilder von Blümel bei der Verwendung eines Laptops wurden vielfach im Internet gefunden. Blümel argumentierte dazu im Untersuchungsausschuss, dass er ab und zu einen Laptop seiner Mitarbeiter benutze. In weiterer Folge stellte sich heraus, dass Blümel doch ein Laptop dienstzugeteilt wurde. Ob er diesen benutzt hat, ist nicht bekannt. Bei der Hausdurchsuchung bei Gernot Blümel wurde ein von ihm und seiner Frau gemeinsam benutzter Laptop von den Ermittlern zuerst nicht gefunden, weil dessen Gattin ihn auf einen Spaziergang mitgenommen hatte. Später stellte sich heraus, dass auf dem Gerät nichts verdächtiges gefunden wurde.
Die Opposition warf Blümel vor, beim Ibiza-Untersuchungsausschuss „tatsachenwidrig“ ausgesagt zu haben und erstattete Anzeige wegen Falschaussage. Am 4. November 2021 wurde bekannt, dass sämtliche Anzeigen wegen Falschaussage von der WKStA fallengelassen wurden.

### Bundesexekution in der Ibiza-Affäre
Mit Beschluss vom 5. Mai 2021 hatte der österreichische Verfassungsgerichtshof an Bundespräsident Alexander Van der Bellen den Antrag gestellt, eine seiner Entscheidungen vom 3. März 2021 zu exekutieren (Bundesexekution). Finanzminister Gernot Blümel hatte bis dahin die ihm vom Verfassungsgerichtshof auferlegte Verpflichtung zur Lieferung von Informationen in der Ibiza-Affäre nicht erfüllt. Ein solcher Vorgang ist laut dem Bundespräsidenten erstmalig vorgekommen. Nach Einschätzung von Manfred Matzka habe Blümel damit gegen die Verfassung verstoßen, wobei es der schwerste Verstoß gegen die Rechtsordnung sei, dessen sich ein Minister schuldig machen könne. Dieser hatte sein Vorgehen so begründet, dass es sich bei der Aufforderung um ganze E-Mail-Postfächer gehandelt habe, die etwa auch schutzwürdige Krankenstandsdaten von Mitarbeitern enthielten. Blümel habe deshalb sensibel vorgehen wollen.
Am Folgetag wurden vom Finanzministerium die geforderten Angaben in 204 Aktenordnern geliefert. Die als „geheim“ eingestuften Ausdrucke durften vom Untersuchungsausschuss nicht digitalisiert und nach Stichworten durchsucht werden, was einen erheblichen zeitlichen und personellen Mehraufwand zur Folge hatte. Die Dokumente dürfen auch nicht in medienöffentlichen Sitzungen zitiert oder kopiert werden. Die Opposition übte an dieser Vorgangsweise heftige Kritik. Van der Bellen sprach von einem „Verfahren zur Informationssicherung“. Am 9. Juli 2021 gab die Präsidentschaftskanzlei bekannt, dass der Prozess abgeschlossen sei.
Für sein Verhalten in Verbindung mit der Weitergabe von Informationen an den Untersuchungsausschuss wurde Gernot Blümel die Mauer des Schweigens 2021 des Forum Informationsfreiheit verliehen.